# Schloss Arnhausen
Schloss Arnhausen, nach anderen Quellen Burg Tarnhus oder Tarnhusburg, heute auch Bischof Schloss (poln. zamek biskupi), war eine mittelalterliche Burganlage der Bischöfe von Cammin, die später zum Schloss ausgebaut wurde.

## Lage

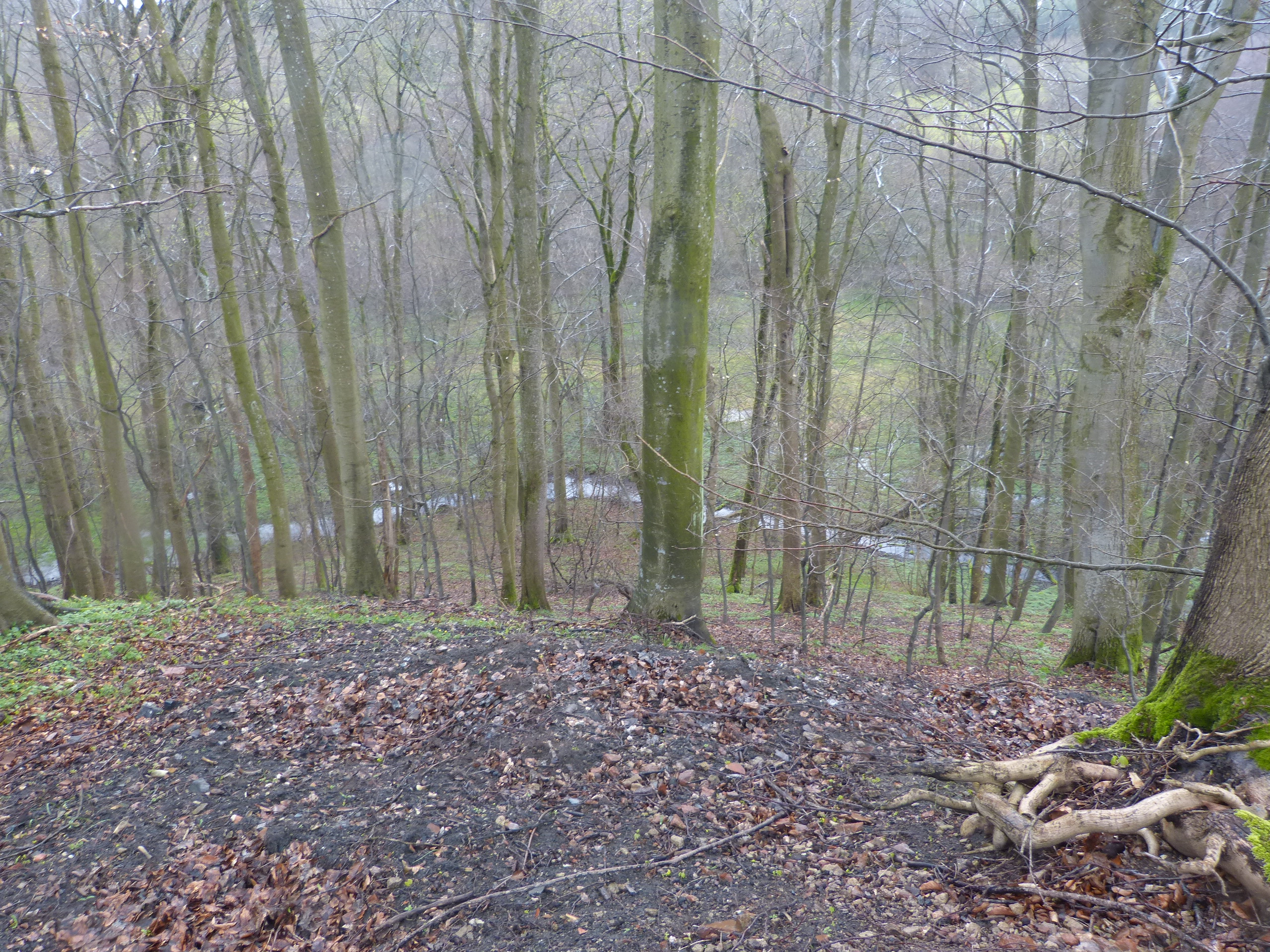
Blick vom steilen Plateau hinunter zur Müglitz.

Das Schloss wurde in Arnhausen, nordwestlich des ehemaligen Ortskerns, am östlichen Ufer der Müglitz auf einer Anhöhe etwa 25 m oberhalb des Flusses am Ende eines steilen Plateaus errichtet.

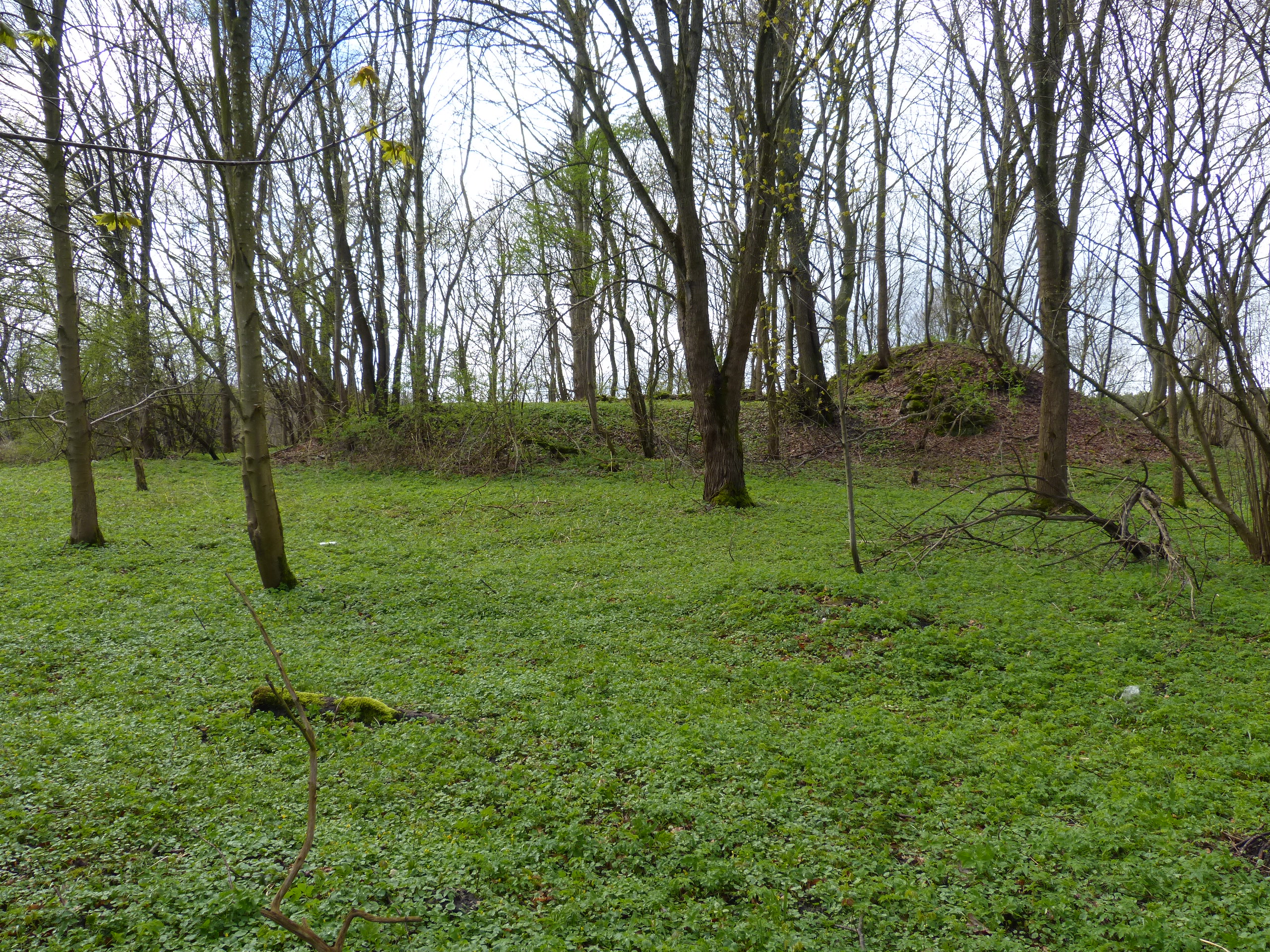
Gesamtansicht des ehemaligen Burgwalls (Nordost) auf dem Gelände der ehemaligen Gutsanlage.

## Beschreibung
Bereits im Frühmittelalter befand sich an diesem Ort vermutlich eine slawische Burganlage, umgeben von einem 2,50 m hohen Stein- bzw. Erdwall. Das Plateau bot der Anlage natürlichen Schutz vor feindlichen Übergriffen. Die später aus Natursteinen und Ziegeln errichtete mittelalterliche Anlage, bestehend aus einem auf etwa 9,30 × 17,50 m großem rechteckigen Grundriss erbauten Gebäude (bzw. Verteidigungsturm), wurde in den Jahren 1276 bis 1280 auf dem  Tarnhusberg, auch Schlossberg genannt, erbaut. Zwischen dem 14. und dem 16. Jahrhundert wurde die ursprünglich als Burg angelegte Anlage zum Schloss umgebaut. Die mittelalterliche Anlage wurde im Osten um einen etwa 13,80 × 19,50 m vorgelagerten Anbau bzw. Burghof ergänzt, in dessen südlicher Wand sich der Eingang befand.
Ab 1733 sollte die letzte Erweiterung erfolgen, jedoch verfiel die Anlage ab diesem Zeitpunkt sukzessive durch mehrfachen Besitzwechsel in Verbindung mit Konkursen der jeweiligen Eigentümer. Im Zuge der geplanten Erweiterung erfolgte zunächst der Rückbau von Teilen der Anlage. Die Dachziegel wurden zur Dacheindeckung der evangelischen St.-Gertrud-Kirche in Arnhausen aus dem 15. Jahrhundert wiederverwendet.
Zu Beginn des 20. Jahrhunderts waren beim Abtragen des 3,00 m hohen Schutthügels Mauerwerksreste der einst mächtigen Anlage erkennbar, darunter 1,00 bis 2,00 m hohe Wände und zwei Kellerpfeiler. Das Mauerwerk wurde 1910 für den Bau von Gebäuden der ehemaligen Gutsherrschaft als Fundamente abgetragen.

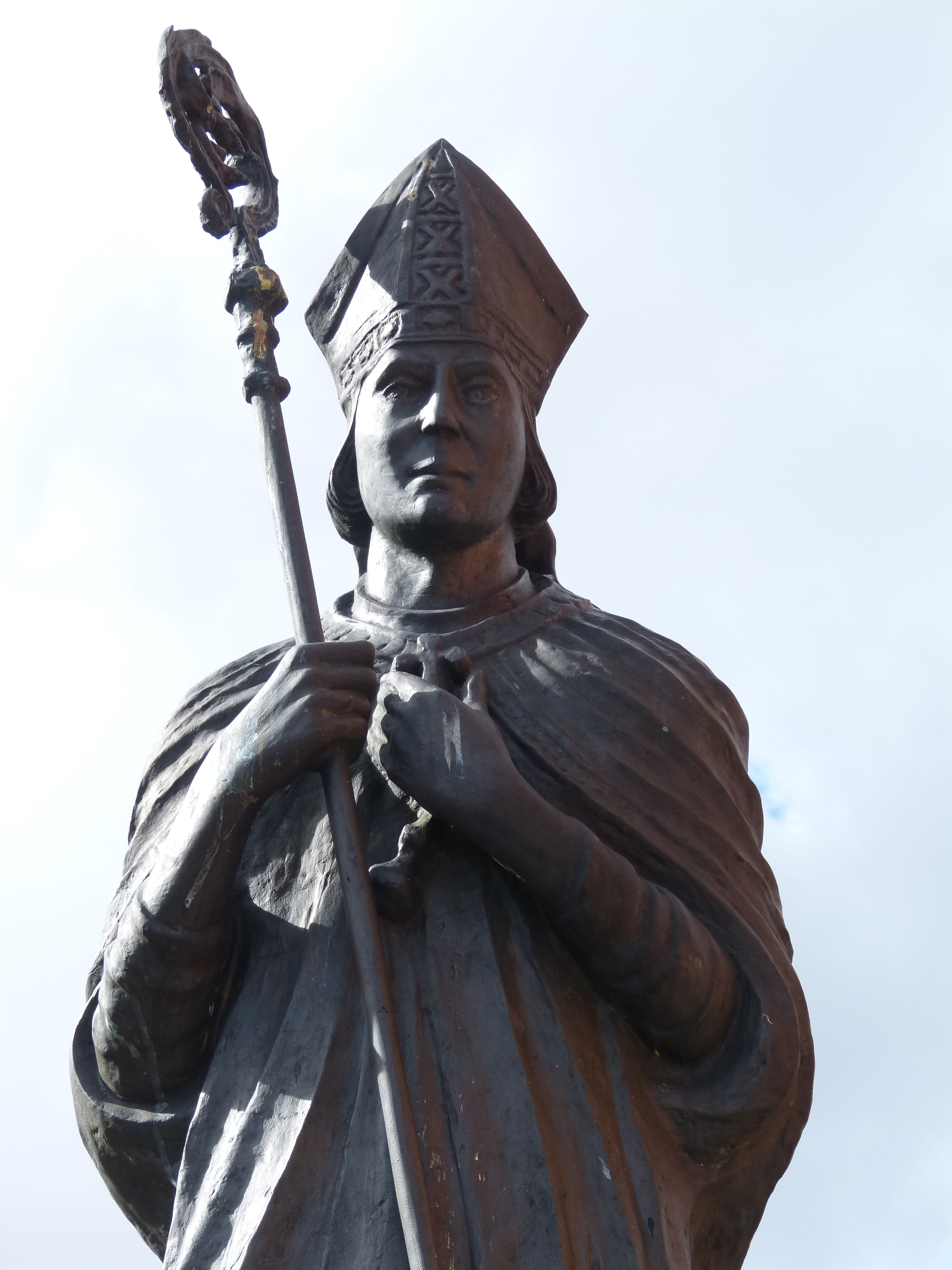
Bischof Erasmus von Manteuffel

## Geschichte
Die Landschaft um Arnhausen, historisch terra Tarnhusen, bestand ursprünglich aus castrum et terra Tarnhusz und wurde im Jahre 1280 urkundlich als benachbarte Landschaft zum Lande Schivelbein erwähnt. Der Name Tarnhus leitet sich vom Begriff feste Burg ab. Ab 1276 begann der Bischof Hermann von Gleichen mit dem Bau der Anlage als Grenzfeste. Die Anlage sollte die Bischöfe vor dem Einfall marodierender Brandenburger schützen, da die Müglitz die Grenze zwischen dem Bistum und der Neumark bildete. 1277 einigte Hermann sich mit dem Herzog Barnim I. von Pommern über den Erhalt der Ländereien Arnhausen. Im Gegenzug erhielt der Herzog u. a. Anteile am Kolberger Land und in Lipno. 1287 erhielt der nahe der Burg gelegene Ort Arnhausen Stadtrechte.
1387 übergab der Bischof Johannes Brunonis das Burgschloss mit dem Land in Arnhausen als Pfand an den Pommernherzog Bogislaw VIII. Bis 1436 sollten die Pommernherzöge im Pfandbesitz von Schloss und Stadt Arnhausen bleiben. Im selben Jahr trat der Bischof Siegfried Bock dem Pommernherzog und König von Dänemark, Erich, bereits das Schloss und die Stadt Arnhausen erneut als Sicherheit für einen Vergleich ab. In der ersten Hälfte des 15. Jahrhunderts trat dazu die Familie Lekow als Besitzer auf, vermutlich erhielten sie Schloss und Stadt zum Lehen. Zu dieser Zeit wurde die Stadt erweitert und es befanden sich in Arnhausen u. a. drei Kirchen und das Schloss mit Wohnturm. 1444 wurde das Schloss von Kreuzrittern aus Schivelbein beraubt und beschädigt. Ab der zweiten Hälfte des 15. Jahrhunderts wurde die Familie Manteuffel als Besitzer von Schloss und Stadt Arnhausen angeführt. Antonius von Manteuffel, Sohn des Gerhard – Lehensherr auf Schloss Belgard –, wird 1456 als Ritter auf Arnhausen genannt. Dessen Bruder Eggert auf Polzin wird 1461 ebenfalls als Herr von Arnhausen angeführt; 1479 belehnte ihn Bogislaw X., zugleich erhielt er über die Stadt die Gerichtsbarkeit. In dieser Zeit wurde das Burgschloss vermutlich erneut aufgebaut und zusätzlich zum Wehrturm um eine Wohnresidenz erweitert.
In den Jahren 1521 bis 1544 residierte der Bischof Erasmus von Manteuffel auf dem Schloss, das gleichzeitig als dessen Geburtsort zu vermuten ist. Im Jahre 1572 verlor Arnhausen seine Stadtrechte, die Gutsherrschaft machte mehr und mehr das etwa 17 km entfernte Polzin zu ihrem Hauptsitz. Im 16. Jahrhundert wurde im Zuge eines Angriffs auf Birkenfelde auch das Schloss in Arnhausen erneut beschädigt. Konflikte des Karsten von Manteuffel auf Polzin und Arnhausen, Kriegsoberst, Landvogt von Greifenberg und Landrat, mit den Bewohnern von Arnhausen sowie der Dreißigjährige Krieg, setzten Schloss und Ortschaft weiter zu, die vollkommen zerstört wurden. Im Jahre 1627 verstarb der letzte Vertreter der Familie Manteuffel auf Arnhausen (Georg d. Ä.), der zusätzlich zur Wassermühle und den Ställen auch Anteile an Jagertow besaß. 1643 wurde Arnhausen durch den polnischen General von Krockow belagert, der von den Schweden vertrieben wurde, wobei jedoch der westliche Teil der ehemaligen Stadt (die Unterstadt, jenseits des westlichen Ufers der Müglitz) vollkommen abbrannte und auch die Bewohner weiter in das damalige Dorf Polzin auswanderten.
Im Verlauf der zweiten Hälfte des 17. Jahrhunderts kamen Schloss und Gut an die Familie Zastrow, nachdem die Familie Manteuffel hier nahezu zwei Jahrhunderte residiert hatte. Zu der Zeit bestand Arnhausen aus drei Teilen: dem Schlossgut mit kleinem Gut (Vorwerk), einem mit Wohnhäusern bebauten Teil, welcher der Familie Glasenapp, und anschließend durch Einheirat der Familie von Klitzing zukam, sowie dem dritten Anteil am Gut, der erneut, diesmal durch Einheirat in die Familie Glasenapp, der Familie Manteuffel bis 1768 zufiel. Die Familie Zastrow erwarb sämtliche Anteile spätestens 1775. Zu Beginn des 19. Jahrhunderts dürfte die Schlossanlage vollständig verschwunden worden sein, als die Familie Kleist Arnhausen mit dem Stammgut erwarb. Nach mehrmaligem Besitzerwechsel erwarb das Gut 1895 Adolf von Wulffcroner, unter dem es wieder Erträge erwirtschaftete. Von dem ehemaligen kleinen Gut, das aus Wirtschaftsgebäuden, einem Herrenhaus und dem Gutspark bestand, ist bis in heutiger Zeit lediglich das ehemalige Herrenhaus erhalten geblieben, das als Pfarrhaus genutzt wird.

## Archäologie
Archäologische Forschungen in jüngster Zeit förderten ein steinernes Fundament der ursprünglichen Turmanlage zu Tage. Die wenigen gefundenen baulichen Relikte lassen jedoch keine eindeutige Rekonstruktion der Anlage zu. Heute befindet sich am Standort der ehemaligen Schlossanlage ein Schutthaufen mit Findlingen und Ziegelresten. Ebenso sind Überreste des ehemaligen Burgwalls bzw. Mauerwerksreste zu erkennen.

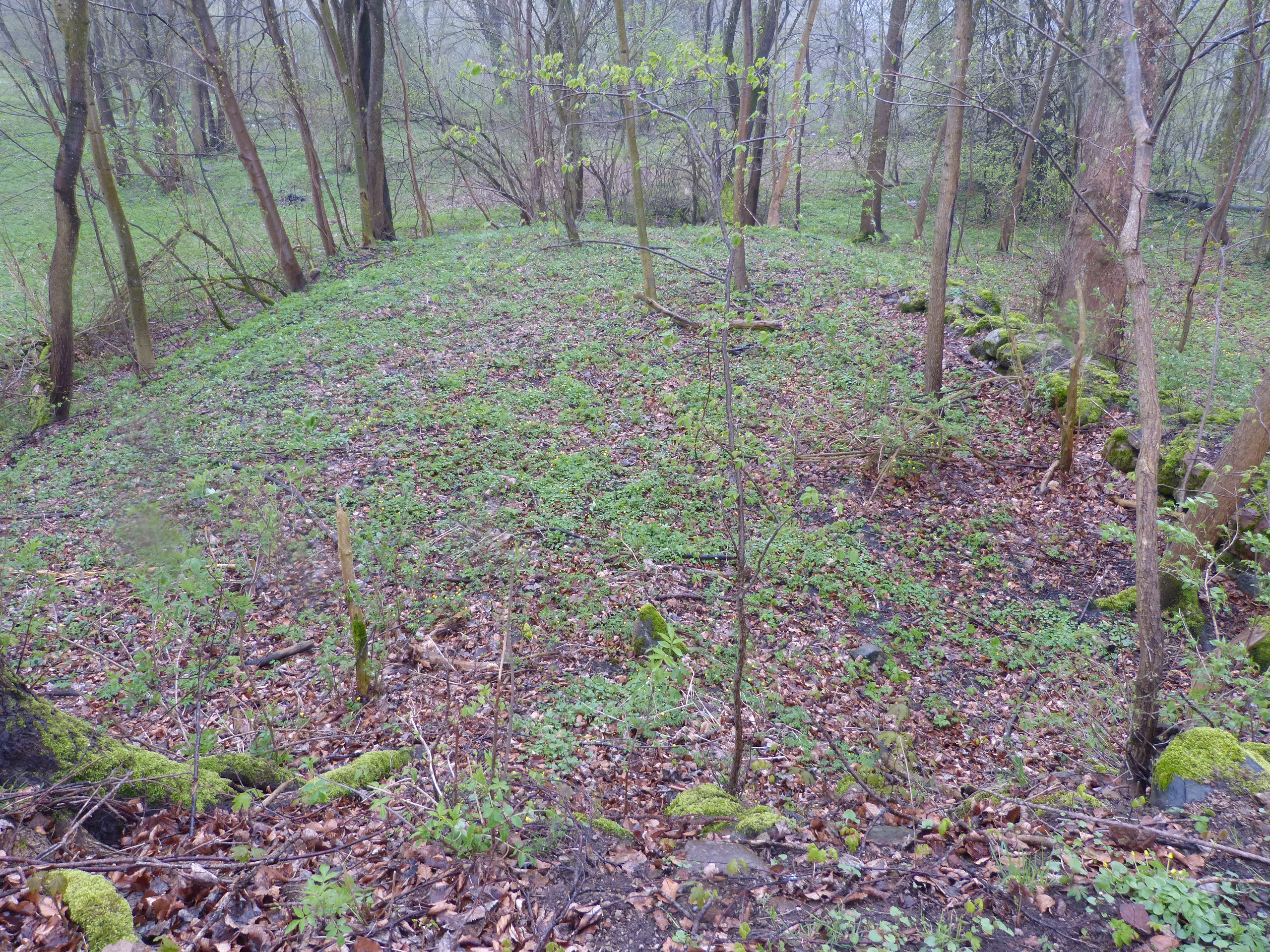
Mauerwerksreste bzw. ringförmiges Fundament (> 1,00 m breit) am Plateau.
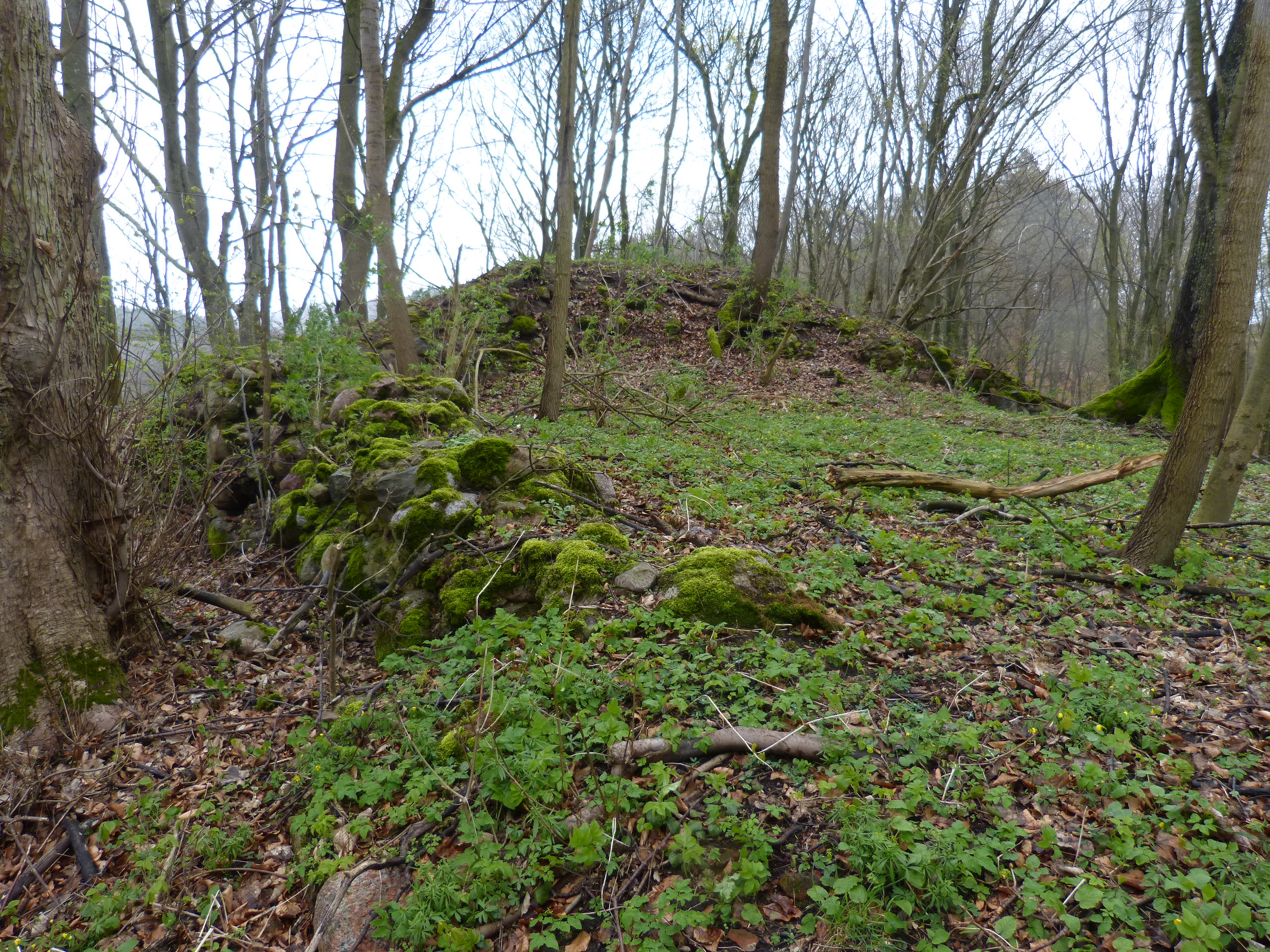
Ehemaliger Burgwall (Ostansicht).
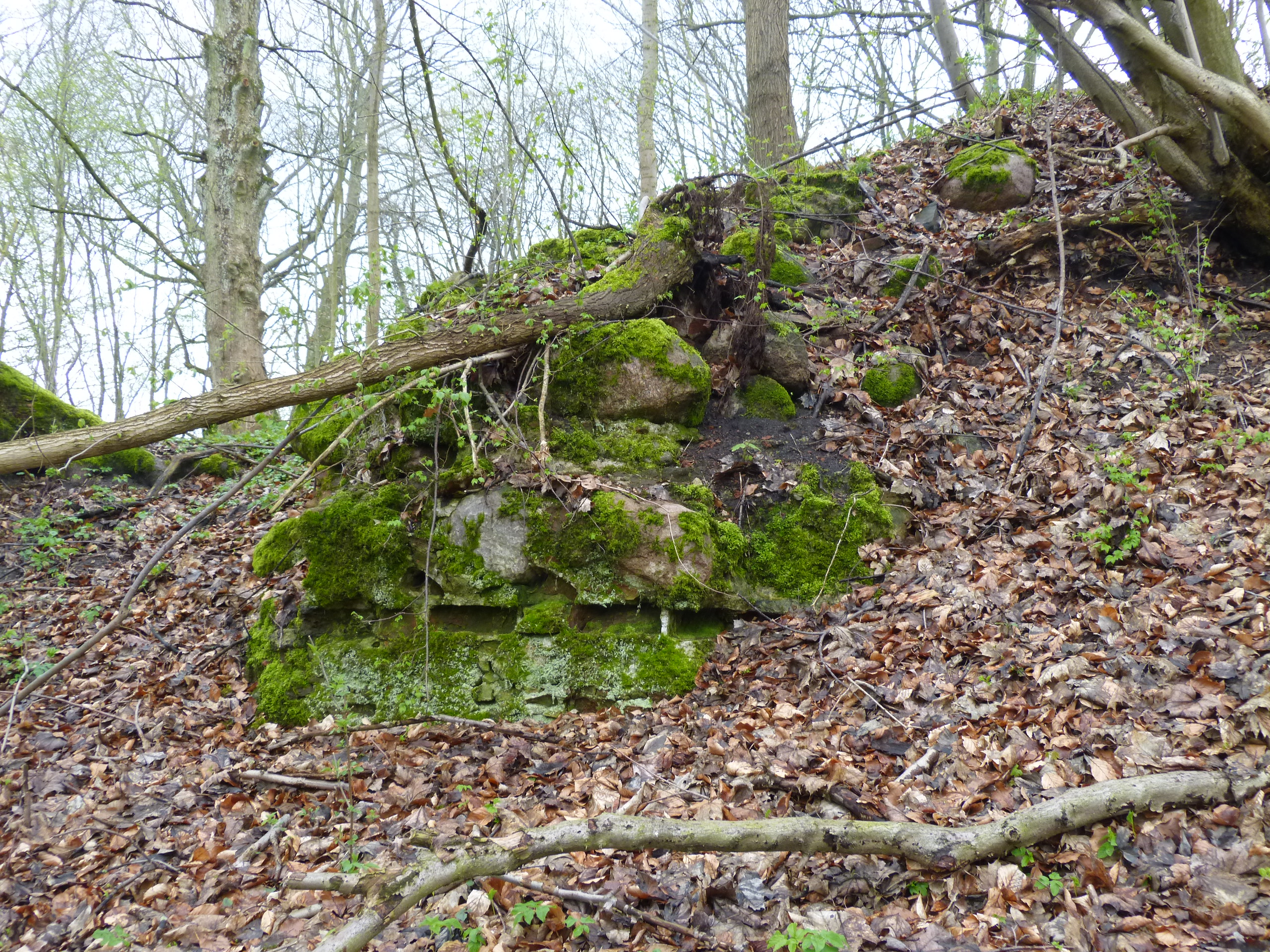
Detail: Fundamentreste ehemaliger Burgwall.
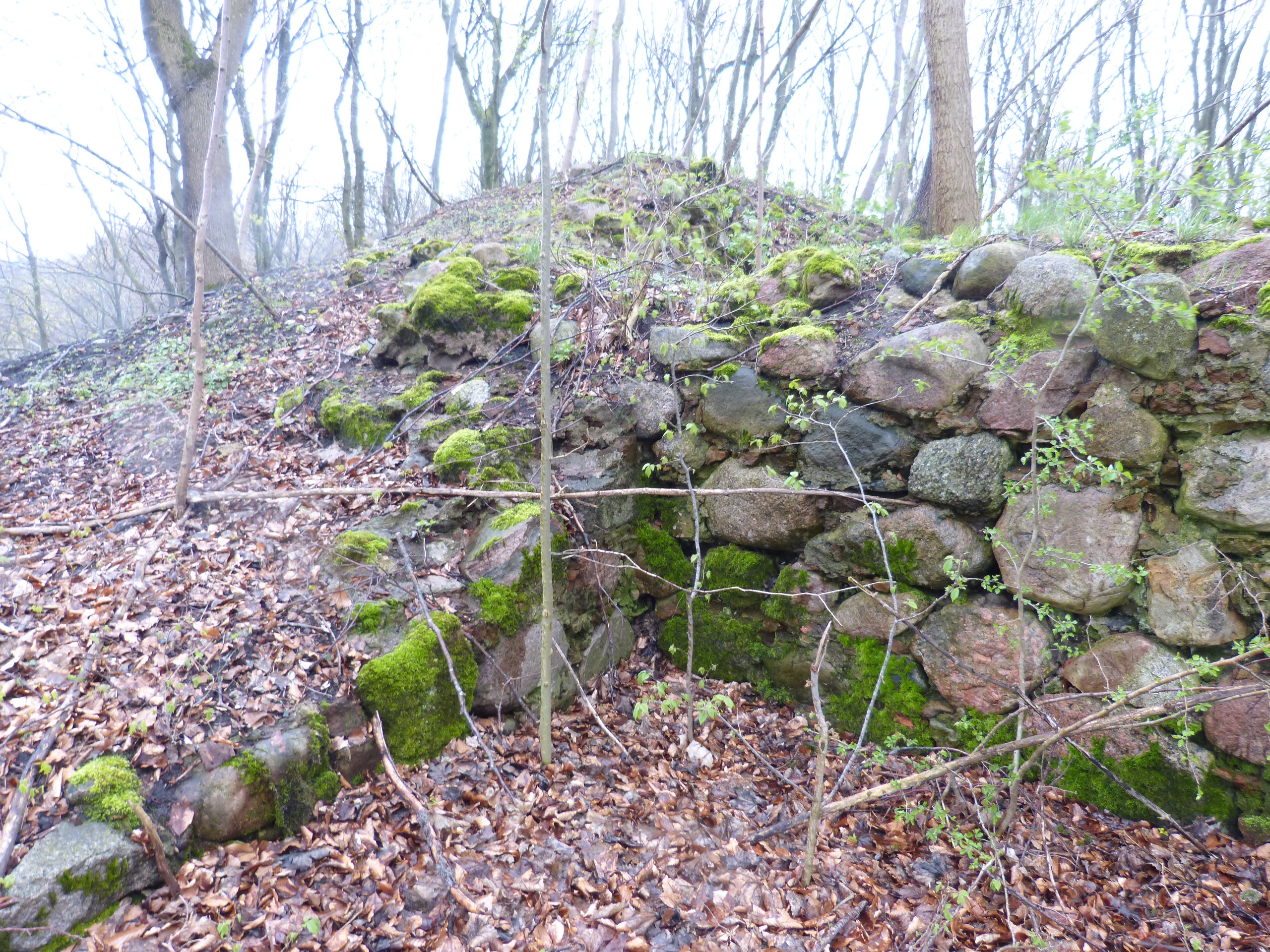
Detail IIː Rudiment des rechtwinklig angesetzten Kellerpfeilers.
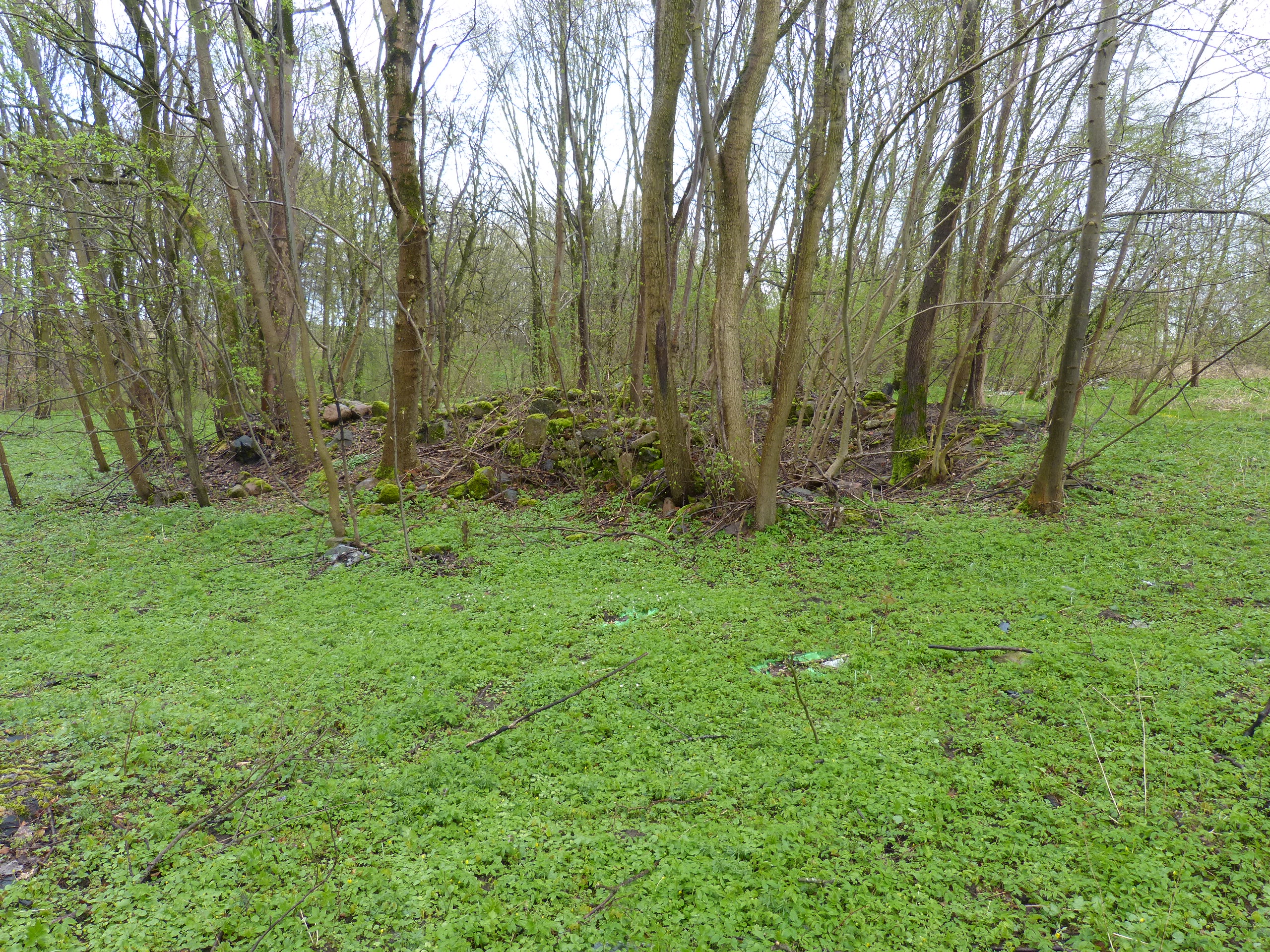
Mauerwerksreste (ehemaliger Schutthügel).
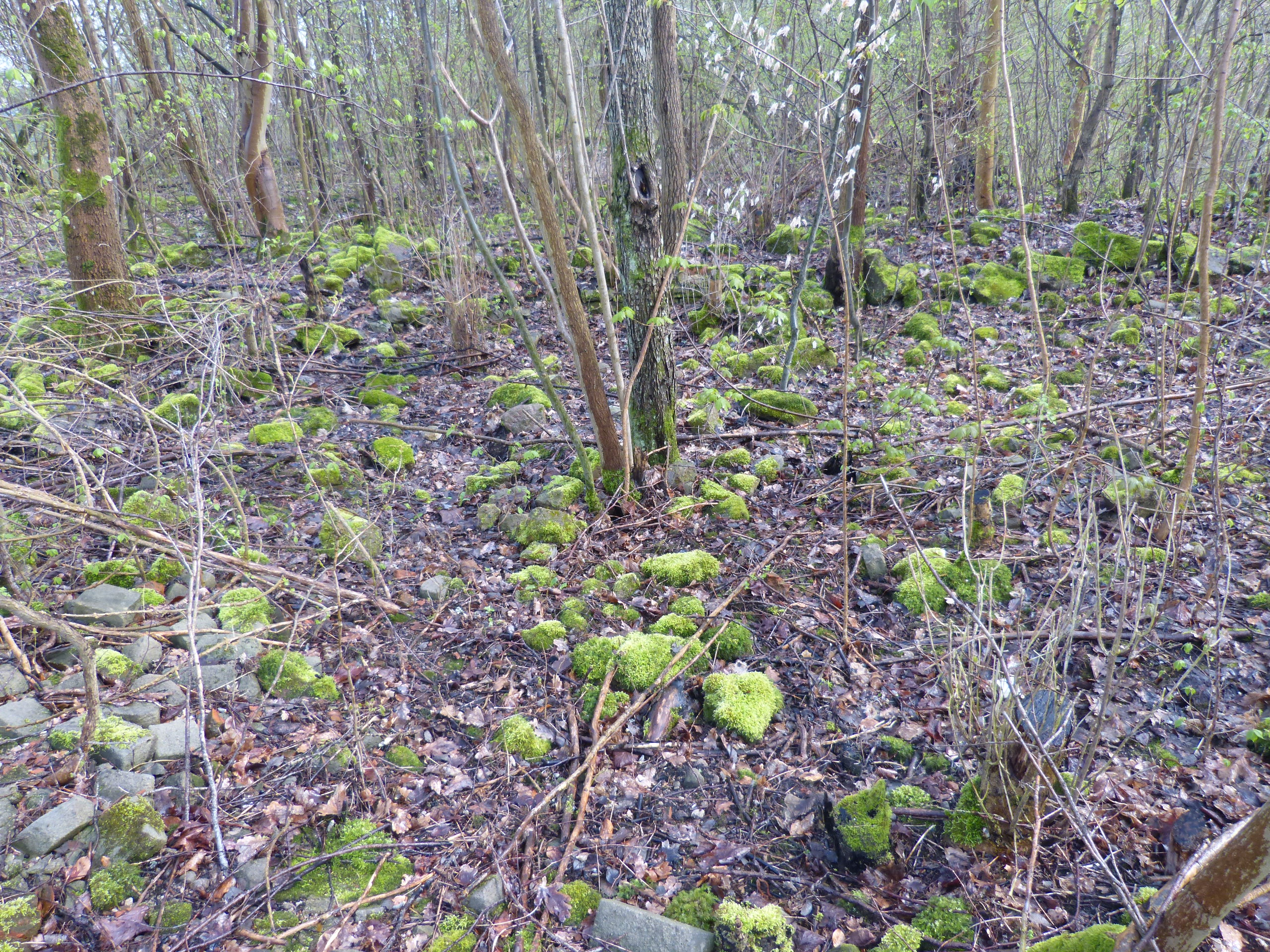
Findlinge der ehemaligen Schlossanlage.
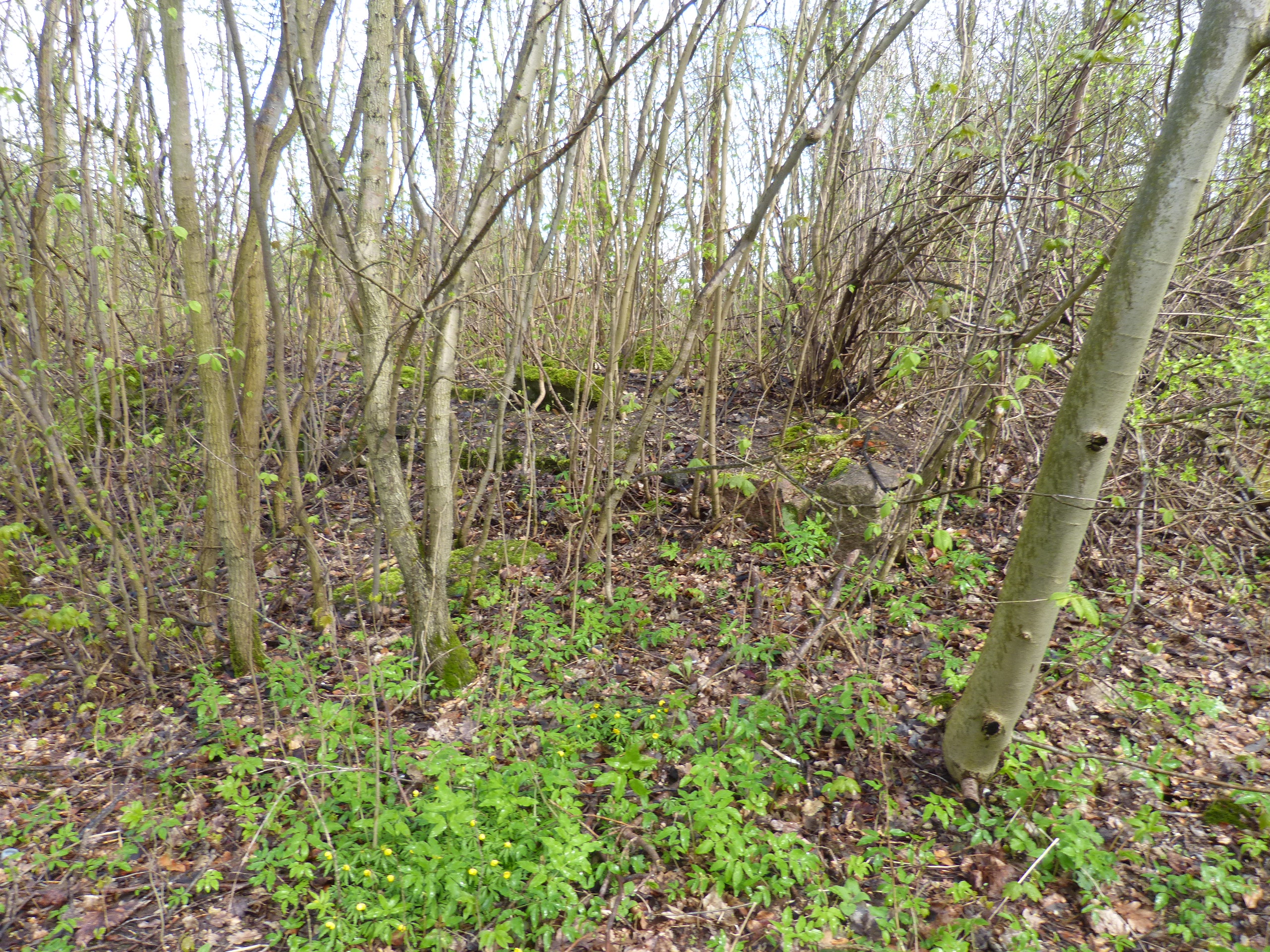
Mauerwerksreste im südlichen Teil der Anlage.